# دوست‌پسر (ترانه سلنا گومز)
«دوست‌پسر» (به انگلیسی: Boyfriend) ترانه ای از خواننده آمریکایی سلنا گومز است که در نسخه لوکس سومین آلبوم استودیویی‌اش، کمیاب (۲۰۲۰) گنجانده شده‌است. این ترانه به عنوان اولین تک‌آهنگ از نسخه لوکس آلبوم در ۹ آوریل ۲۰۲۰ توسط اینترسکوپ رکوردز منتشر شد.

## زمینه
گومز پس از گفتگوی متنی با جولیا مایکلز نوشت: «دوست پسر می‌خواهم» و ایده ساخت ترانه توسط جولیا مایکلز بوده‌است. گومز برای اولین بار این ترانه را در مصاحبه ای در برنامه امشب با اجرای جیمی فلن در تاریخ ۱۴ ژانویه سال ۲۰۲۰ فاش کرد که این ترانه منتشر نشده از کمیاب است. او بعداً اعلام کرد که این ترانه در نسخه لوکس کمیاب در ۶ آوریل سال ۲۰۲۰ منتشر می‌شود. او دربارهٔ پیشینه آهنگ نوشت: 
 بسیاری از شما می‌دانم که چقدر هیجان زده شده‌ام که ترانه‌ای بنام «دوست‌پسر» منتشر کردم. این آهنگ دلنشین است در مورد سقوط و بازگشت دوباره عشق است، اما همچنین دانستن این که شما به کسی غیر از خود نیاز دارید برای خوشحال کردن است. ما آن را مدت‌ها قبل از بحران فعلی خود نوشتیم، اما در متن امروز، من می‌خواهم روشن کنم که یک دوست پسر جایی در صدر لیست اولویت‌های من نیست. دقیقاً مثل سایر نقاط دنیا، من برای امنیت، وحدت و بهبودی در طول دنیاگیری کروناویروس دعا می‌کنم. 

## نماهنگ
نماهنگ رسمی این آهنگ در ۱۰ آوریل ۲۰۲۰ در یوتیوب به نمایش درآمد. رویدادهای این کلیپ شامل ملاقات گومز با پسران و انتخاب چه کسی عشق جدید او خواهد بود، اما گومز متوجه می‌شود که پسران صادقانه نیستند. از این رو، گومز از عطر جادویی استفاده می‌کند که پسران را به قورباغه‌هایی تبدیل می‌کند که سلنا سپس آنها را در قفس کوچکی قرار می‌دهد و پسرانی را که به قورباغه تبدیل شده‌اند، با ماشین خود می‌برد. این نماهنگ توسط متی پیکاک کارگردانی شده‌است. در جوایز ویدئو موسیقی ام‌تی‌وی ۲۰۲۰ این نماهنگ نامزد دریافت جایزۀ بهترین کارگردان هنری شد. بیلبورد آن را یکی از بهترین نماهنگ‌های سال ۲۰۲۰ نامید.

### نسخه عروسک
موسیقی فیلم عروسک از این آهنگ، به کارگردانی یک طرفدار، در ۲۹ آوریل ۲۰۲۰ منتشر شد.

## تاریخ‌های انتشار
| منطقه    | تاریخ         | قالب                     | ناشر      | منبع   |
| -------- | ------------- | ------------------------ | --------- | ------ |
| مختلف    | ۹ آوریل ۲۰۲۰  | دانلود دیجیتال استریمینگ | اینترسکوپ | [ ۱۱ ] |
| استرالیا | ۱۳ آوریل ۲۰۲۰ | رادیو هیت معاصر          | یونیورسال | [ ۱۲ ] |
| انگلستان | ۱۷ آوریل ۲۰۲۰ | رادیو هیت معاصر          | اینترسکوپ | [ ۱۳ ] |
| ایتالیا  | ۱ مه ۲۰۲۰     | رادیو هیت معاصر          | یونیورسال | [ ۱۴ ] |